# Frotey-lès-Lure
Frotey-lès-Lure település Franciaországban, Haute-Saône megyében. Lakosainak száma 692 fő (2022. január 1.). Frotey-lès-Lure Roye, Lure, Lyoffans, Moffans-et-Vacheresse és Palante községekkel határos.

## Népesség
A település népességének változása:
| Lakosok száma | 688  | 699  | 731  | 691  | 687  | 686  | 684  | 694  | 692  |
|               | 2013 | 2015 | 2016 | 2017 | 2018 | 2019 | 2020 | 2021 | 2022 |